# Alexandre Levy
Pour le golfeur français, voir Alexander Lévy.
Alexandre Levy (né à São Paulo le 10 novembre 1864, mort le 17 janvier 1892) est un compositeur brésilien, pianiste et chef d'orchestre.
Né à São Paulo, il fut un pionnier de l'intégration de la musique populaire brésilienne, particulièrement ses rythmes, dans la composition classique. Il mourut à l'âge de vingt-sept ans. Sa ville natale décerne un prix prestigieux qui porte son nom.
Darius Milhaud, dans Le Bœuf sur le toit, a emprunté un thème au Tango Brasileiro de Levy.

## Liste d'œuvres pour piano

### 1880
- Fantasia para dois pianos à partir de temas da ópera O Guarany[3]

### 1881
- Impromptu-Caprice, op. 1

### 1882
- Fosca, fantasia brilhante, op. 3
- 3 Improvisations, op. 4
  - Romance sans paroles
  - A la Hongroise
  - Pensée fugitive
- Valsa-Capricho, op. 5
- Mazurca n. 1, op. 6 no 1
- Mazurca n. 2, op. 6 no 2
- Recuerdos - Polca de Salão

### 1883
- Causerie
- Cavalcante
- Collin Maillard
- Étude
- Je t'en prie
- Petite marche

### 1885
- Plaintive
- Scherzo-valse, op. 9

### 1887
- Improviso n. 2
- Trois Morceaux, op. 13
  - Cœur blessé
  - Amour passé
  - Doute
- Allegro Appassionato, op. 14
- Variations sur un thème populaire brésilien (Vem Cá, Bitu)

### 1890
- Tango Brasileiro
- Samba (Suite Brésilienne, IV.)

### 1891
- Schumanniana, op. 16
  - Allegretto, ma un poco agitato
  - Allegro moderato
  - Lento
  - Allegretto giocoso
  - Moderato assai
  - Allegro
  - Moderato
  - Allegro molto - Presto

### Œuvres dont la date de composition est inconnue
- Papillonnage
- En mer (poème musical) a quatro mãos
  - Départ. Mer Calme
  - Le Ciel s'assombrit. Tempête
  - Clair de Lune. Idylle Fugitive
- Comala (poème musical)